# Ференц Пулски
Ференц Пулски од Человца и Лубоца (мађ. Ferenc Pulszky von Cselfalva und Lubócz; Прешов, 17. септембар 1814 — Будимпешта, 9. септембар 1897) био је мађарски археолог, политичар, публициста, племић и масон. Био је директор Народнога музеја у Пешти, члан председништва Мађарске академије наука и почасни члан Српскога ученог друштва и Српске краљевске академије.

## Биографија
Пулски је рођен у Прешову, у Аустријскоме царству (данашња Словачка). После студија права и филозофије у средњим школама у Мишколцу, путује у иностранство. Енглеска га је посебно привукла, а његова књига Aus dem Tagebuch eines in Grossbritannien reisenden Ungarns (Из дневника једнога Мађара који путује по Британији; 1837) омогућила му је чланство у Мађарској академији.
Изабран је у Угарскоме сабору 1840. године, а осам година доцније је именован на место министра финансија, а после је пребачен у сличном својству у Беч, под владавином породице Естерхази. Осумњичен је за помагање са револуционарима и исте године побегао у Пешту у којој је постао активан члан Комитета народне одбране. Поново је морао да бежи, овога пута из Аустријскога царства после пораза Угарске у рату за независност 1848–49. Отишао је поново у Енглеску где му се придружио Лајош Кошут. После је с њим ишао на турнеју по Сједињеним Државама. У сарадњи са својом супругом написао је путопис White, Red, Black (Бело, црвено, црно; 1853). Написао је предговор за књигу његове жене Терезе Пулски Memoirs of a Hungarian Lady (Мемоари једне мађарске даме; 1850).
Пулски је осуђен на смрт у одсуству од стране ратнога већа у његовој домовини 1852. године. Осам година касније је дошао у Италију и придружио се Ђузепеу Гарибалдију у његовој несрећној експедицији 1962. године. Тада бива заробљен као ратни заробљеник у Напуљу. Његова соба (салон) у вили С. Маргерита у Фиренци је био један од најживописнијих. Финансирао га је лист Прогресо. Његов син четрнаестогодишњи Ђулио Франческо Пулско је умро 19. новембра 1863. године и покопан је на Енглескоме гробљу у Фиренци. Његова преживела деца су Августус, Чарлс, Поликсена и Гарибалди.
Године 1866. је амнестиран од стране аустријскога цара те се поново враћа кући и улази у јавни живот. Био је члан парламента од 1867. до 1876. године, а поново је изабран 1884. године у име странке Ференц Деак. Изабран је за члана Америчког филозофског друштва 1886. године. Почетком 1885. године је примљен као почасни члан у Српско учено друштво, а седам година доцније је исто као почасни члан примљен и у Српску краљевску академију.
Поред политичке активности, Пулски је био и председник књижевне секције Мађарске академије и директор Националног музеја у Пешти у којем се истакао у археолошким истраживањима. Користио је свој утицај да промовише науку, уметност и своје либералне погледе у родној Угарској.
Преминуо је у Будимпешти 9. септембра 1897. године.

## Масонска каријера
Пулски је инициран 1863. године у Ложу Данте Алигијери у Торину и веома брзо је достигао 33. ниво Шкотског реда. После повратка у Угарску, допринео је поновном успостављању мађарске масонерије, прво као мајстор Ложе Јединство у отаџбини, а затим и као први велики мајстор Велике ложе Светога Јована. После оснивања Символичке Велике ложе Мађарске која је чинила Велику ложу Светога Јована и Велики Оријент 1886. године, постао је њен први Велики мајстор. Године 1875. је подржао иницијацију грофице Хелене Хадик Баркочи у масонску ложу.